# Bitwa nad Trutiną
Bitwa nad Trutiną – starcie zbrojne, które miało miejsce 8 października 1110 roku między księciem polskim Bolesławem Krzywoustym a oddziałami czeskimi nad rzeczką (potokiem) Trutina.
W 1110 roku Krzywousty interweniował w Czechach na rzecz Sobiesława I. Po pokonaniu trudnej górskiej trasy wkroczył do Królestwa Czech, które na prośbę Sobiesława i ze względu na charakter akcji przemierzał z wojskiem bez plądrowania kraju. Wobec nieugiętej postawy Czechów doszło do bitwy, która wedle relacji Kosmasa miała odbyć się częściowo w nurtach rzeki Trutiny (inaczej przedstawia ją Gall).
W bitwie wzięła udział tylko straż tylna, na którą składał się liczny hufiec przyboczny księcia Bolesława oraz oddział arcybiskupi. Oddział polski kilkakrotnie atakowany, przechodził do kontruderzeń, które rozbiły i zmusiły do ucieczki wojska czeskie. Krzywousty nakazał pościg dopiero po upewnieniu się, że odwrót czeski nie jest pozorowany. Chciał uniknąć zmiany szyku przez oddziały wroga, co mogłoby zmienić wynik bitwy.
Polacy odnieśli zdecydowane zwycięstwo. Po bitwie Krzywousty nakazał jednak odwrót, na co wpływ miała niska popularność Sobiesława pośród Czechów.